# Gullenahalli, Channarayapatna
Gullenahalli là một làng thuộc tehsil Channarayapatna, huyện Hassan, bang Karnataka, Ấn Độ.